# Little Hornaday River
Der Little Hornaday River ist ein 92 km langer rechter Nebenfluss des Hornaday River in den kanadischen Nordwest-Territorien. Er ist zugleich der größte Zufluss des Hornaday River. Einschließlich Quellflüssen beträgt die Gesamtflusslänge etwa 177 km. Der Flussname ist nicht offiziell, wenngleich auf diesen in verschiedenen offiziellen Publikationen Bezug genommen wird, beispielsweise von der Nationalparkverwaltung oder vom Geological Survey der Nordwest-Territorien.

## Verlauf
Der Little Hornaday River verläuft innerhalb des Tuktut-Nogait-Nationalparks. Er bildet den Abfluss des Hornaday Lake. Der Little Hornaday River fließt anfangs nach Südwesten, später in Richtung Westsüdwest. Der Fluss durchquert eine menschenleere ursprüngliche Tundralandschaft nördlich des Polarkreises.

## Einzugsgebiet
Der Little Hornaday River entwässert ein etwa 4200 km² großes Gebiet. Das Einzugsgebiet grenzt im Westen an das des abstrom gelegenen Hornaday River, im Norden an das des Roscoe River, im Osten an das des Croker River sowie im Süden an das des oberstrom gelegenen Hornaday River.

## Kanutour auf dem Little Hornaday River
Der Little Hornaday River sowie ein etwa 90 km langer Flussabschnitt des abstrom gelegenen Hornaday River können von erfahrenen Paddlern befahren werden. Es gibt keine Infrastruktur. Ausgangspunkt der Tour ist der Hornaday Lake, Endpunkt der Uyarsivik Lake am abstrom gelegenen Hornaday River. Beide Seen dienen als Landeplätze für Wasserflugzeuge. Für die 185 km lange Strecke zum Uyarsivik Lake benötigt man üblicherweise 8–12 Tage. Die beste Reisezeit ist Juli. Dann sind die meisten Gewässer weitestgehend eisfrei und die Flüsse führen eine ausreichende Wassermenge für Kanutouren. Der Little Hornaday River weist Stromschnellen vom Wildwasserschwierigkeitsgrad III auf.